# Exhyalanthrax salutaris
Exhyalanthrax salutaris är en tvåvingeart som först beskrevs av Austen 1929.  Exhyalanthrax salutaris ingår i släktet Exhyalanthrax och familjen svävflugor. Inga underarter finns listade i Catalogue of Life.